# Hecadula peruviensis
Hecadula peruviensis är en insektsart som beskrevs av Dietrich och Rakitov 2002. Hecadula peruviensis ingår i släktet Hecadula och familjen dvärgstritar. Inga underarter finns listade i Catalogue of Life.